# Ermida de Nossa Senhora dos Milagres

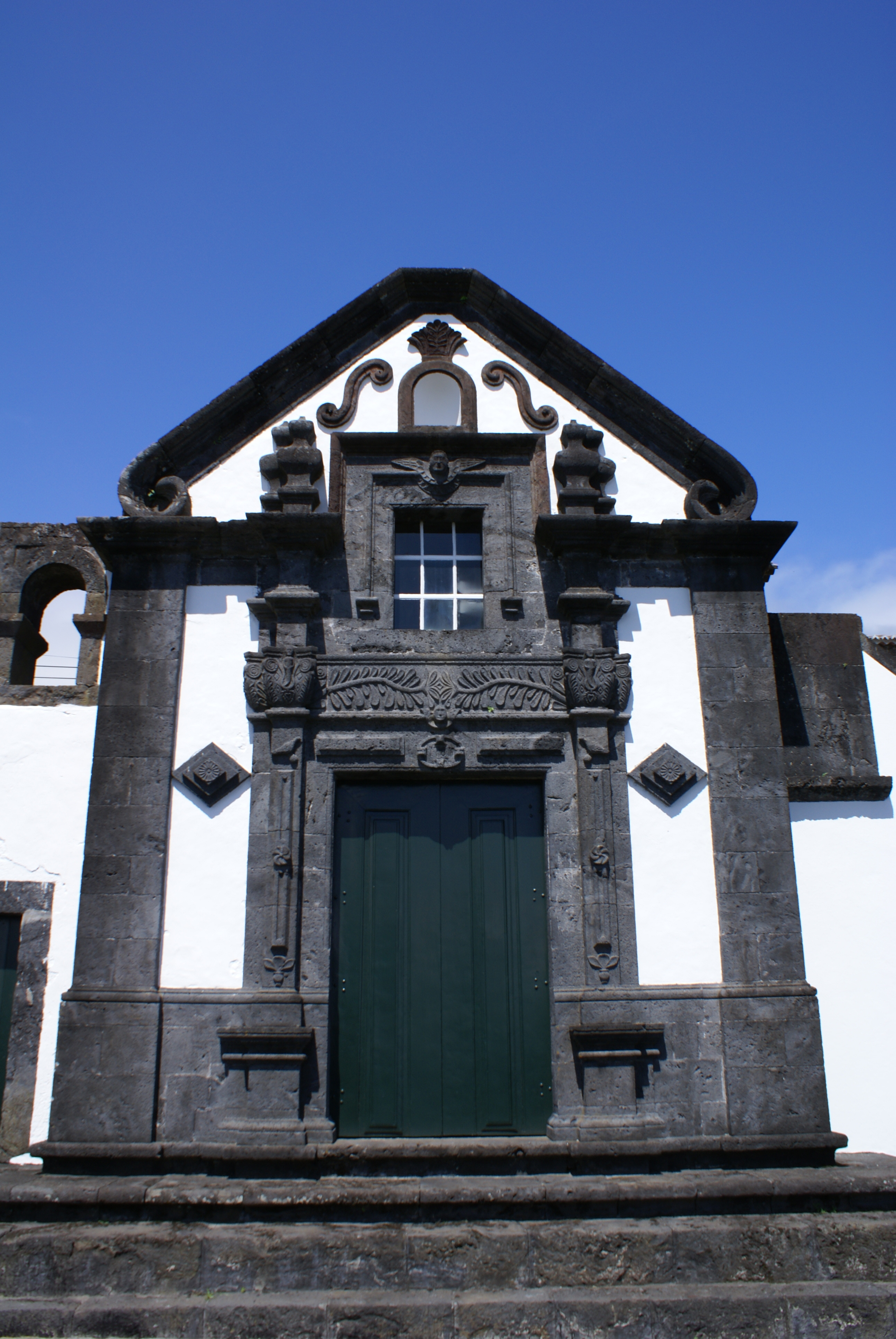
Ermida de Nossa Senhora dos Milagres, fachada principal, Solar da Família Noronha, Ribeira Seca, Calheta, Ilha de São Jorge, Açores, Portugal.jpg.

A Ermida de Nossa Senhora dos Milagres é uma ermida portuguesa localizada na freguesia da Ribeira Seca, ao concelho da Calheta, na Ilha de São Jorge, arquipélago dos Açores.
Trata-se de uma capela particular que foi edificada para uso da família Noronha que se encontra anexa ao Solar dos Noronhas.
A construção desta capela remonta ao ano de 1781 e foi edificada com bela pedra de cantaria de basalto negro que no todo do conjunto apresenta um inquestionável estilo barroco único do seu género na ilha de São Jorge.
Neste conjunto arquitectónico é de destacar as colunas que ladeiam a porta principal e a janela do segundo piso, bem como os motivos naturalistas no frontão triangular que se encontra rematado por uma cruz. Destacam-se os “SS” característicos da época do Barroco português. Esta capela foi mais uma das singulares obras deixadas na ilha de São Jorge pelos denominados “Avelares das Velas” também conhecidos como: os Arquitectos Avelares.

## Galeria

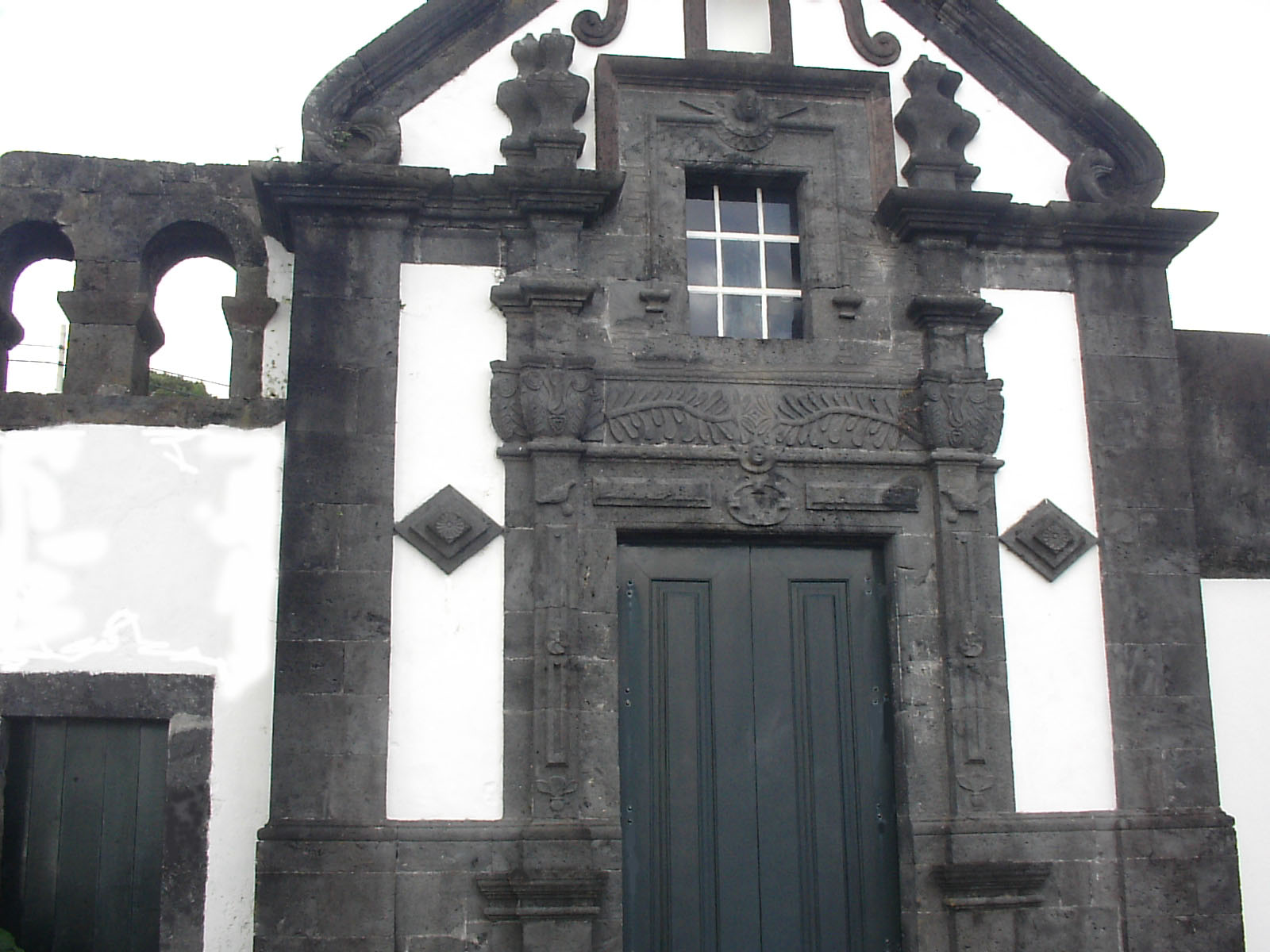
Ermida de Nossa Senhora dos Milagres, Fachada
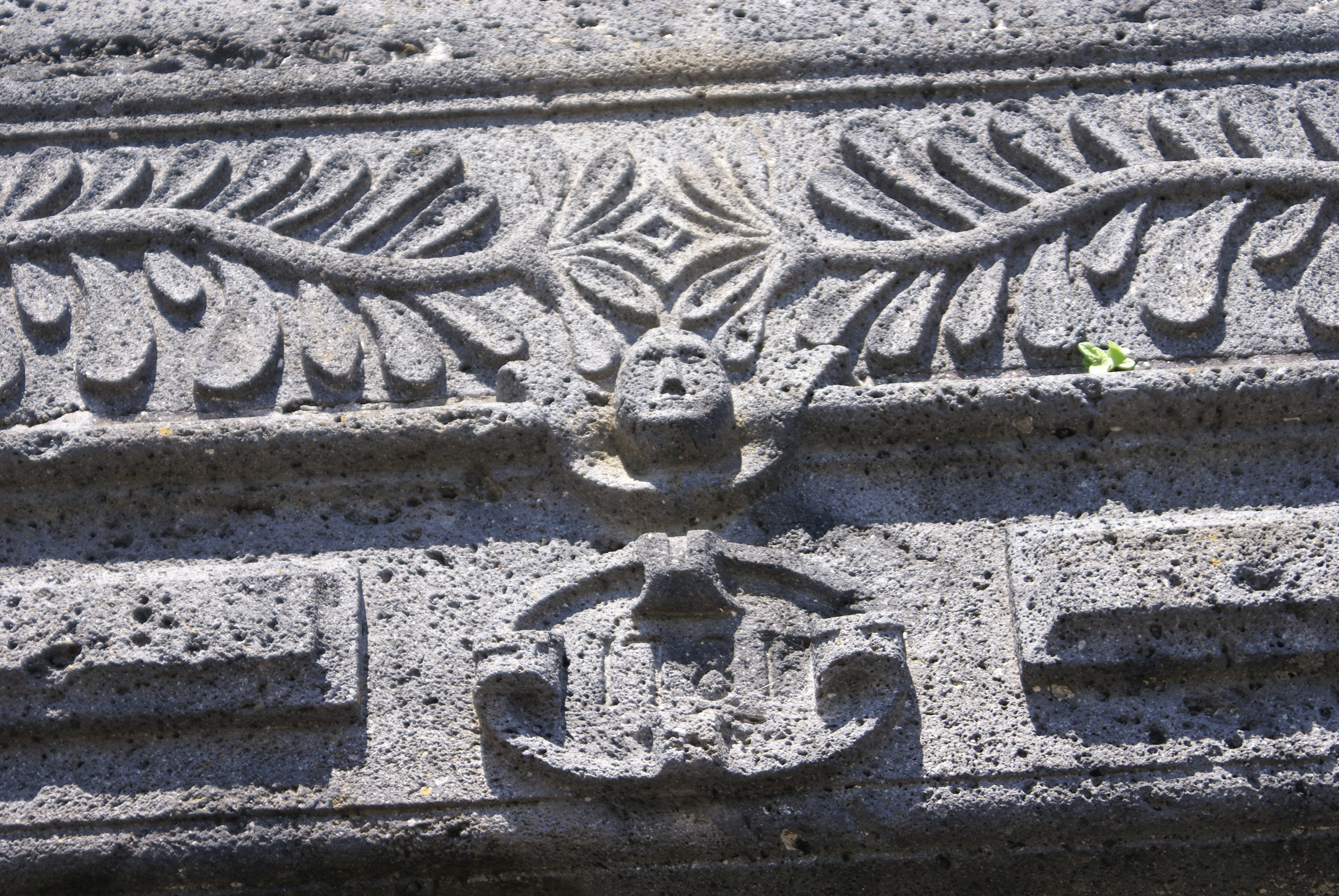
Ermida de Nossa Senhora dos Milagres, trabalho em basalto
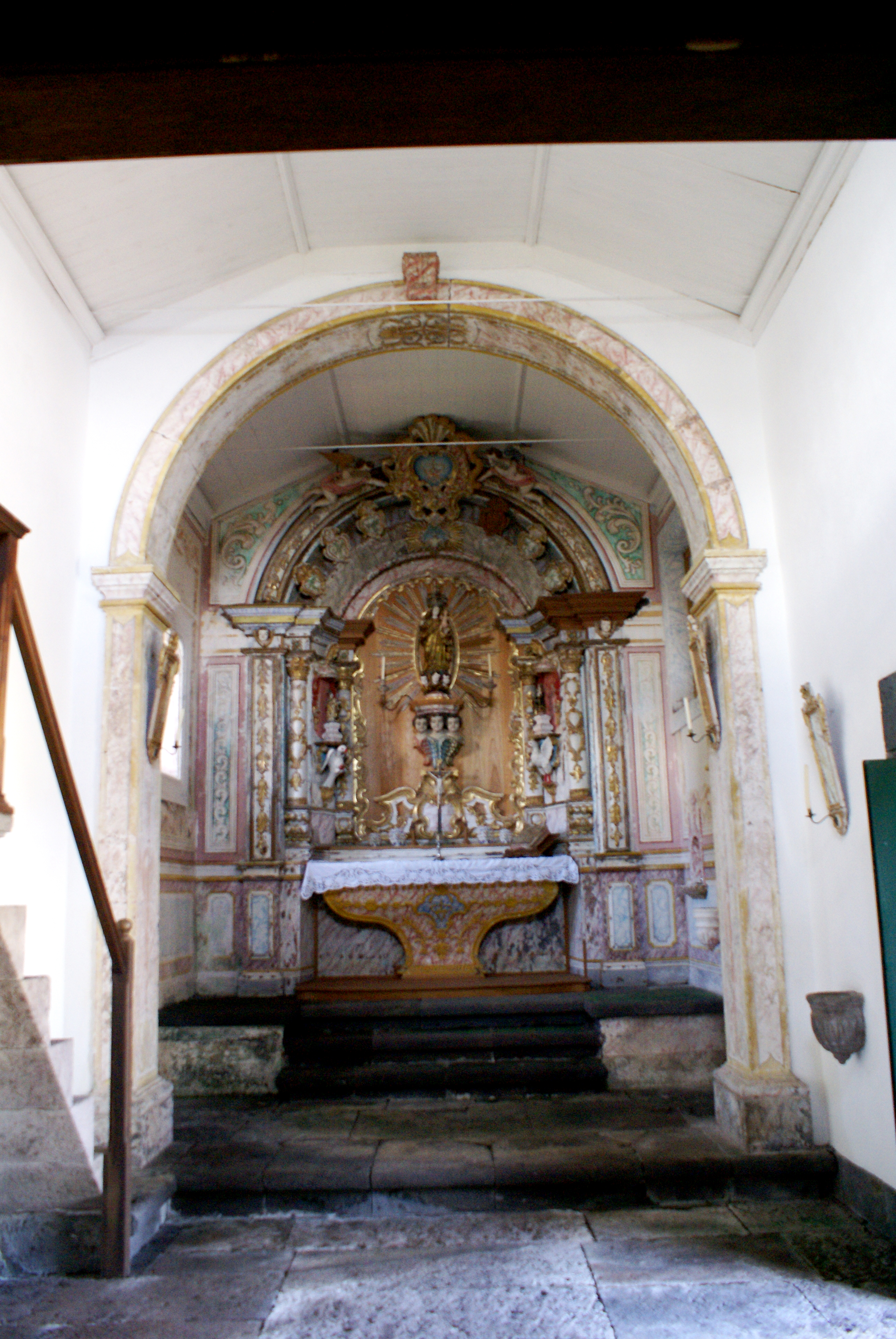
Ermida de Nossa Senhora dos Milagres, altar-mor
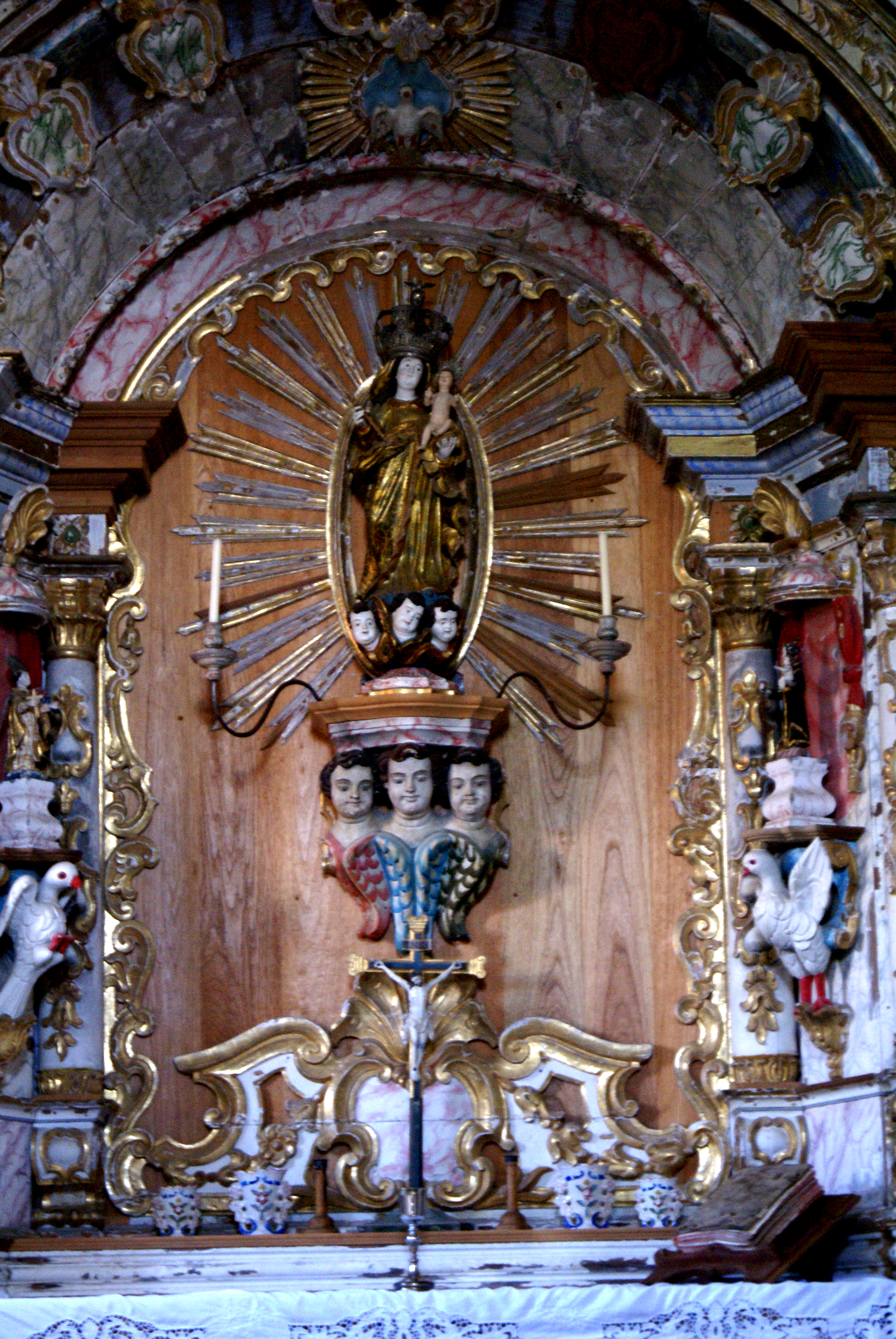
Ermida de Nossa Senhora dos Milagres, Pormenor do altar (em restauro)